# Transjurassienne

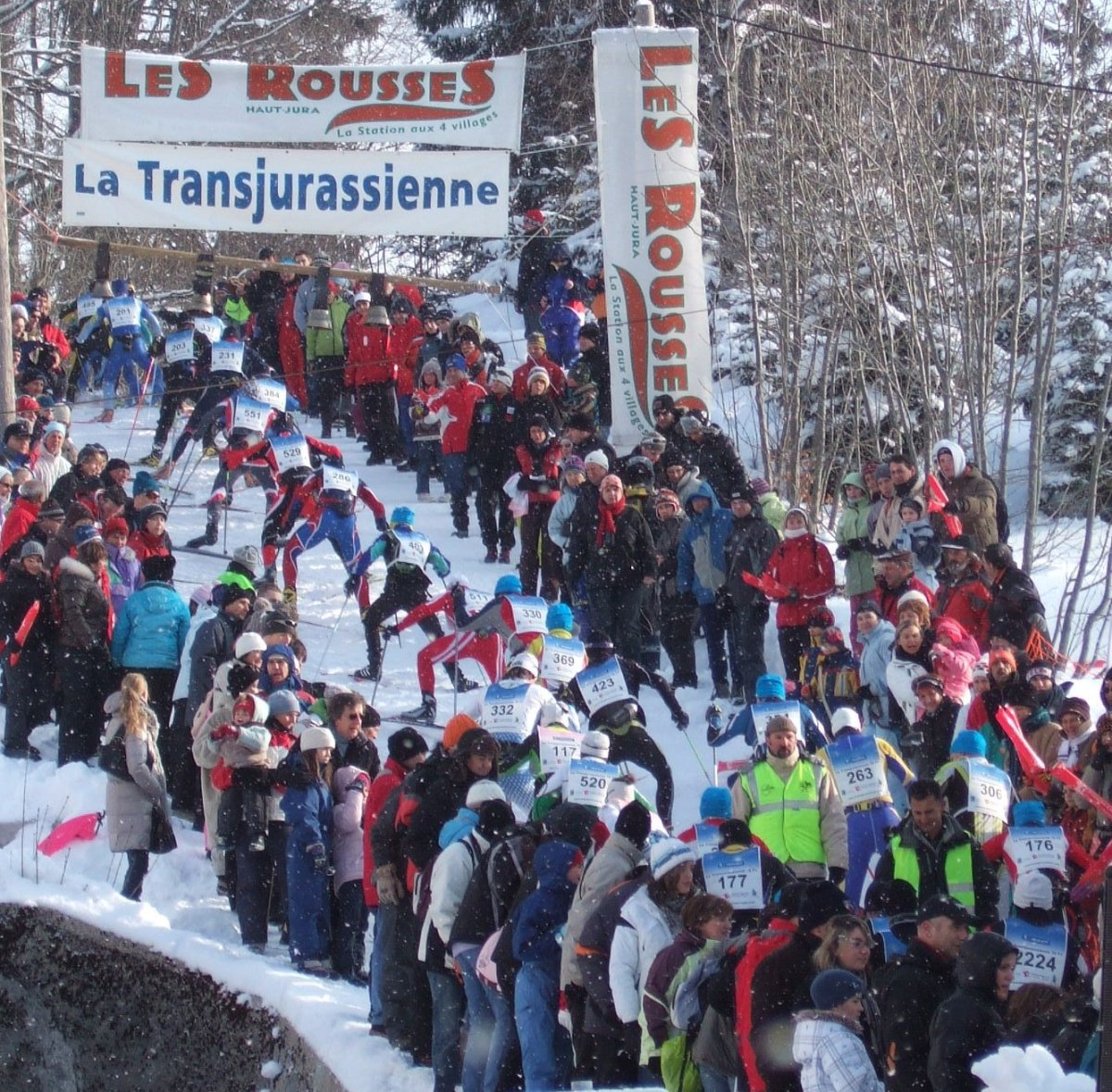
Fragment trasy w Les Rousses

Transjurassienne – długodystansowy bieg narciarski, rozgrywany co roku w lutym, we wschodniej Francji. Jest to najdłuższy i największy francuski maraton. Trasa biegu liczy 76 km, rozgrywany jest techniką dowolną. Bieg ten należy do cyklu Worldloppet i FIS Marathon Cup. W cyklu Worldloppet tylko szwedzki Bieg Wazów jest dłuższy (90 km).
Pierwsza edycja biegu miała miejsce w 1979 roku. Od początku bieg rozgrywano zarówno dla kobiet jak i mężczyzn. Obecnie trasa biegu zaczyna się miejscowości Lamoura i prowadzi przez miejscowości Prémanon, Les Rousses, Bois-d’Amont, Le Brassus, Bellefontaine, Chapelle-des-Bois, Chaux-Neuve i Petite-Chaux do mety w Mouthe. Zawodnicy podczas biegu przekraczają granicę departamentów Jura i Doubs, a w okolicy Le Brassus, także granicę państwową między Francją a Szwajcarią.
Najwięcej zwycięstw wśród mężczyzn odniósł reprezentant Niemiec i Hiszpanii Johann Mühlegg, który zwyciężał trzykrotnie w latach: 1995, 1999 i 2000. Wśród kobiet najczęściej zwyciężała Francuzka Marie-Pierre Guilbaud, która była najlepsza w latach: 1987, 1988, 1994 i 1995.
Transjurassienne ma dwa siostrzane biegi: Trans'Roller (bieg na nartorolkach) oraz Transju'Trail (kolarstwo górskie).

## Lista zwycięzców
| Rok  | Mężczyźni                                | Kobiety                                  |
| ---- | ---------------------------------------- | ---------------------------------------- |
| 2025 | Simon Vuillet                            | Hanna Fine                               |
| 2024 | Bieg odwołany z powodu braku śniegu      | Bieg odwołany z powodu braku śniegu      |
| 2023 | Jason Rüesch                             | Coralie Bentz                            |
| 2022 | Emilien Louvrier                         | Céline Chopard-Lallier                   |
| 2021 | Bieg odwołany z powodu pandemii COVID-19 | Bieg odwołany z powodu pandemii COVID-19 |
| 2020 | Bieg odwołany z powodu braku śniegu      | Bieg odwołany z powodu braku śniegu      |
| 2019 | Robin Duvillard (2)                      | Anouk Faivre-Picon                       |
| 2018 | Ivan Perrillat Boiteux                   | Aurélie Dabudyk (3)                      |
| 2017 | Robin Duvillard                          | Maria Gräfnings                          |
| 2016 | Bieg odwołany z powodu braku śniegu      | Bieg odwołany z powodu braku śniegu      |
| 2015 | Jérémie Millereau                        | Aurélie Dabudyk (2)                      |
| 2014 | Benoît Chauvet (3)                       | Aurélie Dabudyk                          |
| 2013 | Benoît Chauvet (2)                       | Christelle Jouille                       |
| 2012 | Alaksiej Iwanou (2)                      | Wałentyna Szewczenko                     |
| 2011 | Benoît Chauvet                           | Natascia Leonardi Cortesi                |
| 2010 | Christophe Perrillat                     | Susanne Nyström                          |
| 2009 | Alaksiej Iwanou                          | Karine Philippot                         |
| 2008 | Marco Cattaneo                           | Tatjana Jambajewa                        |
| 2007 | Bieg odwołany z powodu braku śniegu      | Bieg odwołany z powodu braku śniegu      |
| 2006 | Roberto De Zolt (2)                      | Anna Santer                              |
| 2005 | Juan Jesús Gutiérrez                     | Corinne Niogret                          |
| 2004 | Alexandre Rousselet                      | Anne-Laure Mignerey                      |
| 2003 | Patrick Rölli                            | Annick Vaxelaire-Pierrel                 |
| 2002 | Roberto De Zolt                          | Antonina Ordina                          |
| 2001 | Bieg odwołany z powodu braku śniegu      | Bieg odwołany z powodu braku śniegu      |
| 2000 | Johann Mühlegg (3)                       | Stefania Belmondo                        |
| 1999 | Johann Mühlegg (2)                       | Elisabeth Tardy                          |
| 1998 | Stéphane Passeron                        | Lucia Bianchetti                         |
| 1997 | Michaił Botwinow                         | Olga Kosmaczewa (2)                      |
| 1996 | Hervé Balland (2)                        | Olga Kosmaczewa                          |
| 1995 | Johann Mühlegg                           | Marie-Pierre Guilbaud (4)                |
| 1994 | Silvano Barco                            | Marie-Pierre Guilbaud (3)                |
| 1993 | Bieg odwołany z powodu braku śniegu      | Bieg odwołany z powodu braku śniegu      |
| 1992 | Philippe Grandclément                    | Emmanuelle Claret                        |
| 1991 | Hervé Balland                            | Marie-Pierre Guilbaud (2)                |
| 1990 | Bieg odwołany z powodu braku śniegu      | Bieg odwołany z powodu braku śniegu      |
| 1989 | Anders Blomqvist (2)                     | Marie-Pierre Guilbaud                    |
| 1988 | Anders Blomqvist                         | Madeleine Galland (2)                    |
| 1987 | Jan Ottoson                              | Madeleine Galland                        |
| 1986 | Konrad Hallenbarter (2)                  | Marie-Gabrielle Frasse-Sombet (2)        |
| 1985 | Hans Persson                             | Marie-Gabrielle Frasse-Sombet            |
| 1984 | Bengt Hassis                             | Marie-Christine Subot (2)                |
| 1983 | Konrad Hallenbarter                      | Kjersti Strand                           |
| 1982 | Nils Thore Andreassen                    | Michèle Durand                           |
| 1981 | Sven-Åke Lundbäck                        | Marie-Christine Subot                    |
| 1980 | Tommy Limby                              | Josiane Broyard                          |
| 1979 | Bieg odwołany z powodu braku śniegu      | Bieg odwołany z powodu braku śniegu      |